# Taureduno

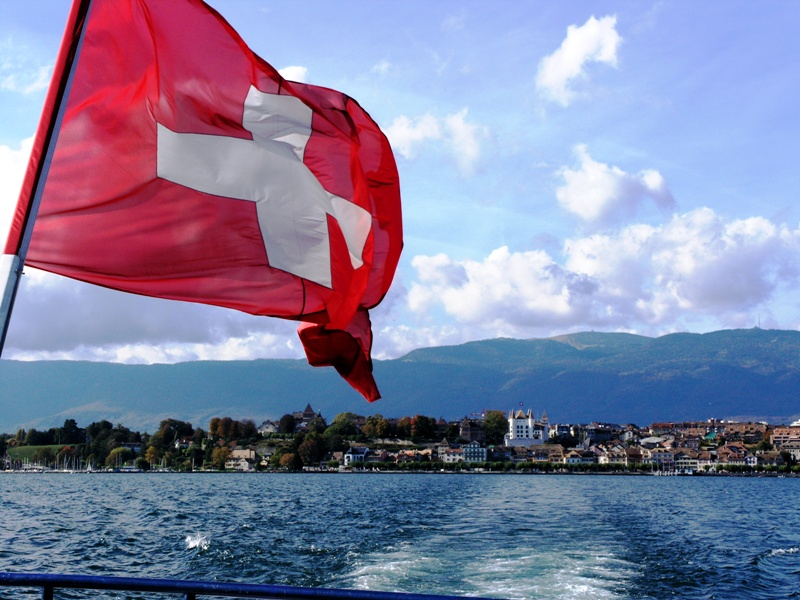
Lago Léman em Genebra, atingido pelo desastre de Taureduno, ano 563

O desastre de Taureduno (Taurendunum) de 563 foi um tsunami no lago de Genebra (então sob o território franco do Reino de Orleans), desencadeado por um desabamento massivo de terra que causou devastação geral e perda de muitas vidas ao longo das margens do lago.
Segundo dois cronistas contemporâneos, o desastre foi causado pelo colapso de uma montanha numa povoação chamada Taureduno e a avalanche colossal daí resultante, no extremo leste do Lago Léman. Causou uma vaga de água gigante que varreu toda a extensão do lago, inundando vilarejos costeiros e atingindo a cidade de Genebra com tanta força que criou um dilúvio sobre as muralhas da cidade e matou muitos dos habitantes.
Um estudo publicado em Outubro 2012 sugere que a avalanche de terra de Taureduno provocou o colapso de sedimentos que se haviam acumulado no ponto em que o rio Rhône entra no lago de Genebra. Isso causou um enorme deslizamento de terra subaquático que deslocou várias centenas de milhões de metros cúbicos de sedimentos, produzindo um tsunami de até 16 metros (52 pé) de altura que submergiu Genebra em cerca de 70 minutos. Há evidência de quatro deslizamentos de terra anteriores, sugerindo que os tsunamis podem ser um fenómeno mais ou menos recorrente no lago Lèman.

## Relatos históricos

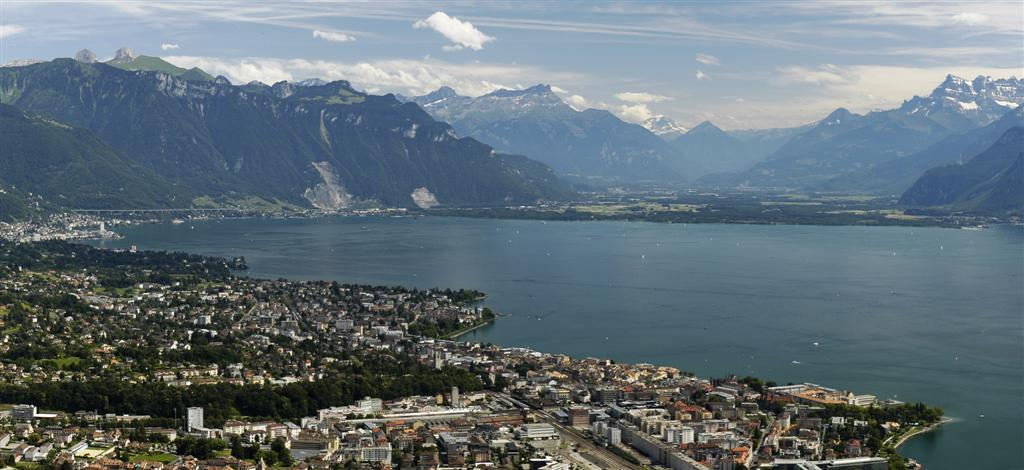
O provável local da avalanche (de terra) de Taureduno é visível na extrema direita desta foto

O evento foi gravado com alguns detalhes por Gregório de Tours na sua History of the Franks. Ele escreveu:
Mário de Avenches também descreveu o evento na sua Crónica:

## Localização de Taureduno e riscos de avalanche de tsunamis nos Alpes
A localização geográfica de Taureduno tem sido debatida há muito tempo. Entre outras alternativas, sugeriu-se que estava situado próximo de Bois Noir em Saint-Maurice ou ao pé do Pic du Blanchard, próximo de Saint-Gingolph. Pensa-se agora que o desabamento de terra ocorreu na montanha de Le Grammont, perto de Les Evouettes, no ponto em que o Rhône desagua no lago de Genebra. Tais colapsos, conhecidos como éboulements ou bergfalls, não são incomuns nos Alpes; em Outubro de 1963, o colapso lateral do Monte Toc, na Itália, fez com que 260 milhões de m³ de detritos caíssem no lago antes da barragem do Vajont, despejando uma vaga de água no vale que matou até 2.500 pessoas. Os colapsos nas montanhas causaram tsunamis semelhantes, porém menores, em pelo menos três lagos na Suíça - Lago Lucerna, Lago Lauerz e Lago Brienz.
O perigo é reconhecido pelo Gabinete Federal de Proteção Civil da Suíça, que leva em consideração o risco de tsunamis causados por desabamentos de terra no planeamento de desastres. Certas montanhas, como o Rigi e o Bürgenstock, apresentam mais riscos. Não é incomum que grandes rochas caiam do Bürgenstock no lago Lucerna, embora isso apresente pouco risco de tsunami devido à quantidade relativamente baixa de energia libertada em tais quedas.

## Mecanismo proposto para o tsunami de 563
Um estudo de uma equipe da Universidade de Genebra, liderada por Stéphanie Girardclos e Guy Simpson, descobriu que o tsunami de 563 pode não ter sido causado diretamente pelo deslizamento de terra, mas pelo colapso de sedimentos no leito do lago. A equipe encontrou um gigante ventilador de turbidita - uma mistura de areia e lama depositada por um rápido fluxo de água - espalhado pelo leito do lago. O leque se estende na direção noroeste a partir da foz do Rhône, onde o fluxo do rio esculpiu uma série de canais subaquáticos semelhantes a desfiladeiros. O depósito é enorme, estendendo-se por 10 quilômetros (6,2 mi)   e uma largura de 5 quilômetros (3,1 mi)  , com profundidade média de 5 metros (16 pé)   e um volume de pelo menos 250 milhões de m³ (8,8 bilhões de ft³). O material biológico encontrado no turbidito permitiu que ele fosse datado entre 381 e 612, consistente com a data do evento de Taureduno.

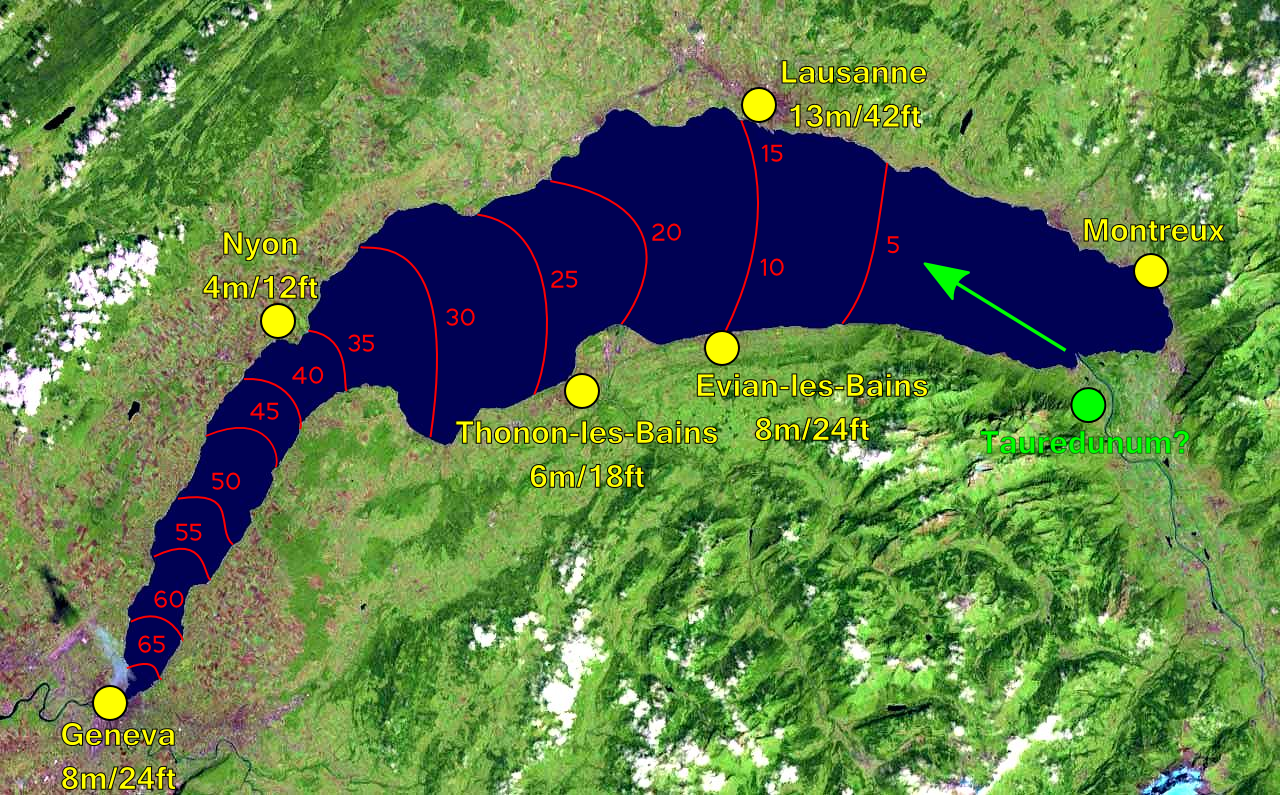
Tempos de propagação das ondas (em minutos) e alturas do tsunami em locais importantes durante o desastre de Taureduno

Supõe-se que o impacto do deslizamento de terra de Taureduno desestabilizou os depósitos sedimentares na foz do Ródano, causando seu colapso e provocando um grande tsunami. De acordo com simulações em computador, uma onda de até 16 metros (52 pé)   altura teria sido criada pelo colapso e teria percorrido toda a extensão do lago em 70 minutos do evento. Teria atingido Lausana em apenas 15 minutos, onde estaria a cerca de 13 metros (43 pé) de altura, embora os danos fossem limitados, pois a cidade fica numa falésia íngreme e inclinada. Danos muito maiores teriam sido causados em Genebra, onde a onda teria sido de cerca de 8 metros (26 pé). Uma onda tão alta certamente seria capaz de causar a destruição descrita pelos cronistas. Outras cidades ao longo do lago também teram sido atingidas pela onda, que teria sido de cerca de 8 metros (26 pé) no alto de Evian-les-Bains, a 6 metros (20 pé) de altura em Thonon-les-Bains e a 4 metros (13 pé) no alto de Nyon. Teria viajado a cerca de 70 quilômetros por hora (43 mph), dando pouco tempo às pessoas na costa de poder escapar.
A equipe também encontrou evidência de quatro camadas mais antigas de turbidita, sugerindo que esses colapsos foram um evento recorrente desde que o Lago Genebra se formou no final da última Era do Gelo, cerca de 19.000 anos atrás. Ainda não se sabe com que frequência elas ocorreram - será necessária mais investigação para responder a essa pergunta - mas o pesquisador Guy Simpson diz: "Certamente já aconteceu antes e acho que podemos esperar que provavelmente aconteça novamente a qualquer momento". Embora o foco da maioria das pessoas sejam os tsunamis marinhos, como o tsunami no Oceano Índico de 2004 e o tsunami de Março 2011 no Japão, cidades à beira de lagos como Genebra, a 275 quilômetros (170 mi) do mar, também estão em risco. Katrina Kremer observa que o risco de um novo tsunami ainda existe, não apenas no lago Genebra, mas também noutros lagos de montanha: "Reconhecemos que o risco de tsunami se aplica a todos os lagos que têm declives instáveis ao longo da costa". No entanto, ela alerta, "o risco é subestimado porque a maioria das pessoas simplesmente não sabe que tsunamis podem acontecer em lagos". O risco é particularmente pronunciado na cidade de Genebra, dada a sua posição em terras baixas, na extremidade do lago em forma de funil, o que aumenta os efeitos de um tsunami.  O impacto de um novo tsunami em todo o lago de Genebra seria muito mais grave agora do que em 563, visto que mais de um milhão de pessoas vive ao longo das margens do lago.